# Liga de fútbol de Palaos
La Palau Soccer League es la única liga de fútbol de Palaos.
Debido a las condiciones del territorio, todos los partidos se juegan en el Estadio Nacional de Koror con capacidad para 4.000 espectadores.

## Historia
Desde su fundación en 2004 se jugaron 10 torneos, siendo el Team Bangladesh, con 3 títulos, el más ganador.
En el 2012 se disputarán 2 torneos por año, la Palau Spring League y la Palau Fall League.
En la temporada 2014 volvieron al sistema de torneo largo.

## Equipos 2014
- Team Friendship
- Kramers FC
- New Stars FC
- Lyon FC
- Surangel Kings

- Fuente:[2]

## Campeones[3]
| - 2004: Daewoo Ngatpang - 2005: Team Bangladesh FC - 2006: Surangel And Sons Company - 2007: Team Bangladesh FC - 2008: Kramers FC - 2009: Melekeok FC | - 2010: Daewoo Ngatpang - 2011: No se jugó - 2012 (Spring): Team Bangladesh FC - 2012 (Fall): Taj FC - 2014: Kramers FC - 2015: No hay información - 2016: Surangel and Sons Company - 2017-2021: No hay información |

## Títulos por equipo
| Club                      | Títulos | Años campeón          |
| ------------------------- | ------- | --------------------- |
| Team Bangladesh FC        | 3       | 2005, 2006–07, 2012-S |
| Daewoo Ngatpang †         | 2       | 2004, 2010            |
| Kramers FC                | 2       | 2008, 2014            |
| Surangel and Sons Company | 2       | 2006, 2016            |
| Melekeok FC †             | 1       | 2009                  |
| Taj FC                    | 1       | 2012-F                |

- † Equipo desaparecido.